# Roger de la Fresnaye
Roger de La Fresnaye, född 11 juli 1885 i Le Mans, död 27 november 1925 i Grasse på franska Rivieran, var en fransk kubist verksam som målare och skulptör inom vad som långt senare kommit att kallas Parisskolan.

## Biografi
Roger de La Fresnaye var son till en arméofficer i en aristokratisk familj. Hans utbildning var klassiskt baserad och följdes av studier vid Académie Julian i Paris 1903 - 04 och därefter vid École des Beaux-Arts 1904 - 08. Från 1908 studerade han vid Acdémie Ranson under Maurice Denis och Paul Sérusier, vars förenade påverkan tydligt framgår av hans tidigare verk.
I anslutning till kubismen utvecklade de la Fresnaye på 1910-talet en personlig, monumentalt förenklad figurstil. Omkring 1920 övergick han till ett dämpat naturalistiskt måleri och blev en tidig företrädare för 20-talsklassicismen. 
Teckningar av honom åtföljde förstautgåvan av Guillaume Apollinaires sista diktsamling Calligrammes utgiven i Lausanne i maj 1917.
På det statliga museet i Saarbrücken fanns två verk av konstnären, de enda i Tyskland. Det var akvarellen Le Trompète och det grafiska bladet Fumeurs. Båda beslagtogs 1937 av det tyska propagandaministeriet i egenskap av entartete Kunst. Akvarellen förvärvades ur det statliga lagret av konsthandlare Karl Buchholz 1940 och fördes samma år över till Buchholz Gallery i New York. Det grafiska bladet bytte samlaren Emanuel Fohn till sig 1939.

## Galleri

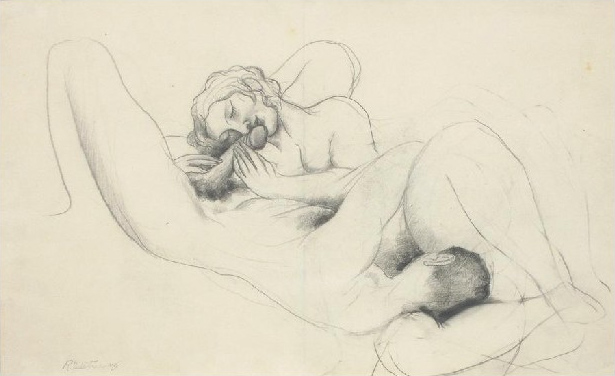
Scène érotique [utan år]
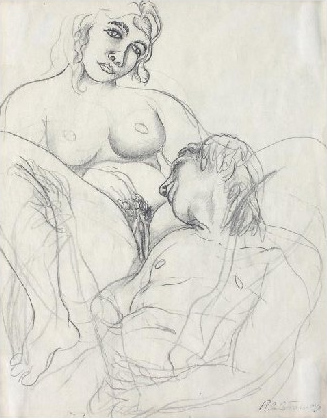
Dessin érotique [utan år]
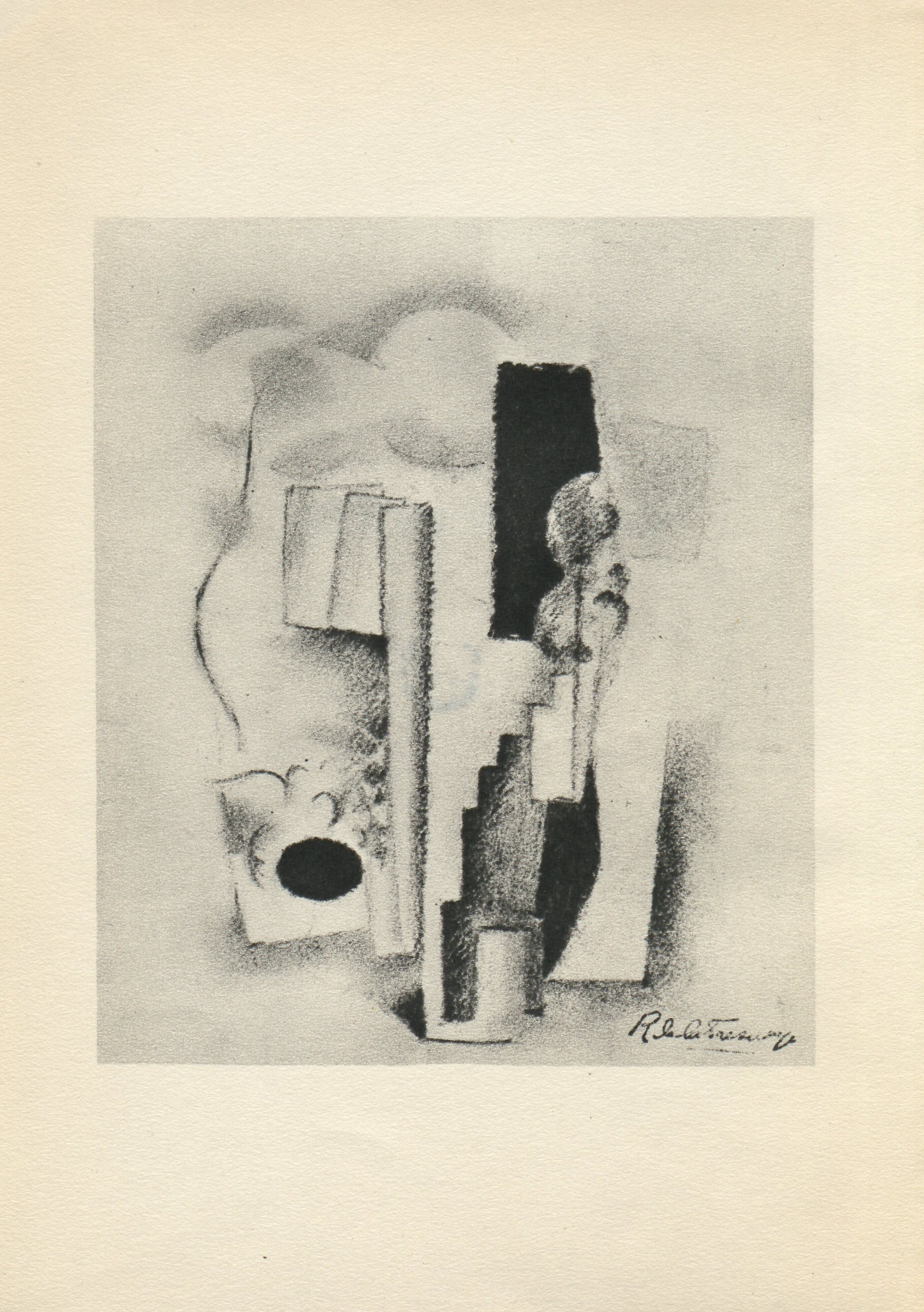
Teckning ur Calligrammes 1917.

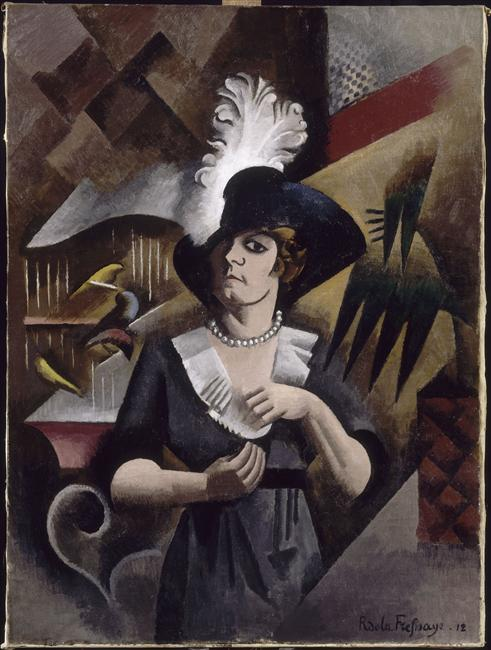
Alice au grand chapeau (1911), olja på duk, 130.5 cm x 97 cm. Visad första gången på Salon des indépendants 1912. Musée des Beaux-Arts de Lyon.
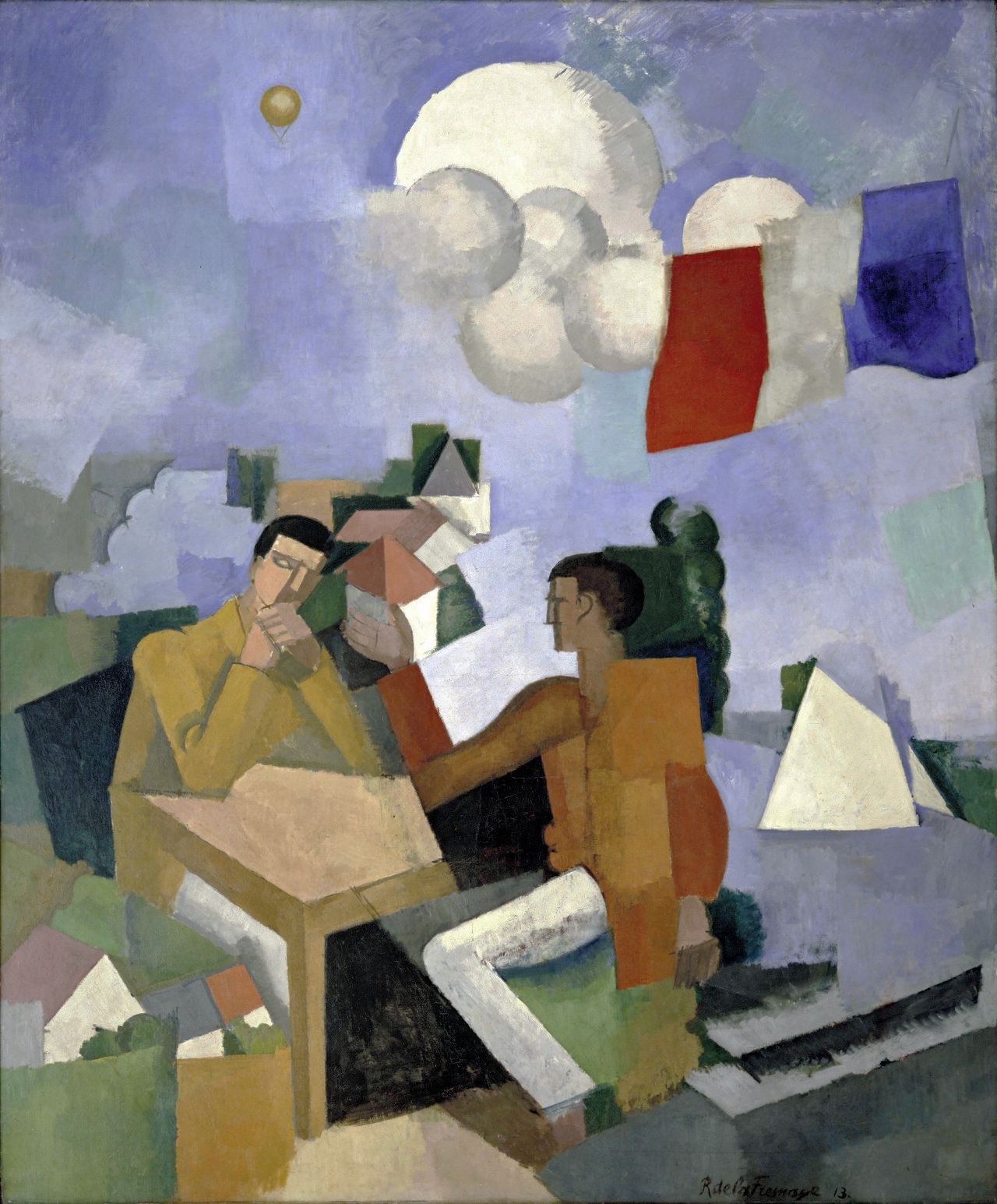
La Conquête de l'Air / The Conquest of the Air (1913), olja på duk, 235.9 x 195.6 cm. Visad första gången på Salon d'Automne 1913. Museum of Modern Art.
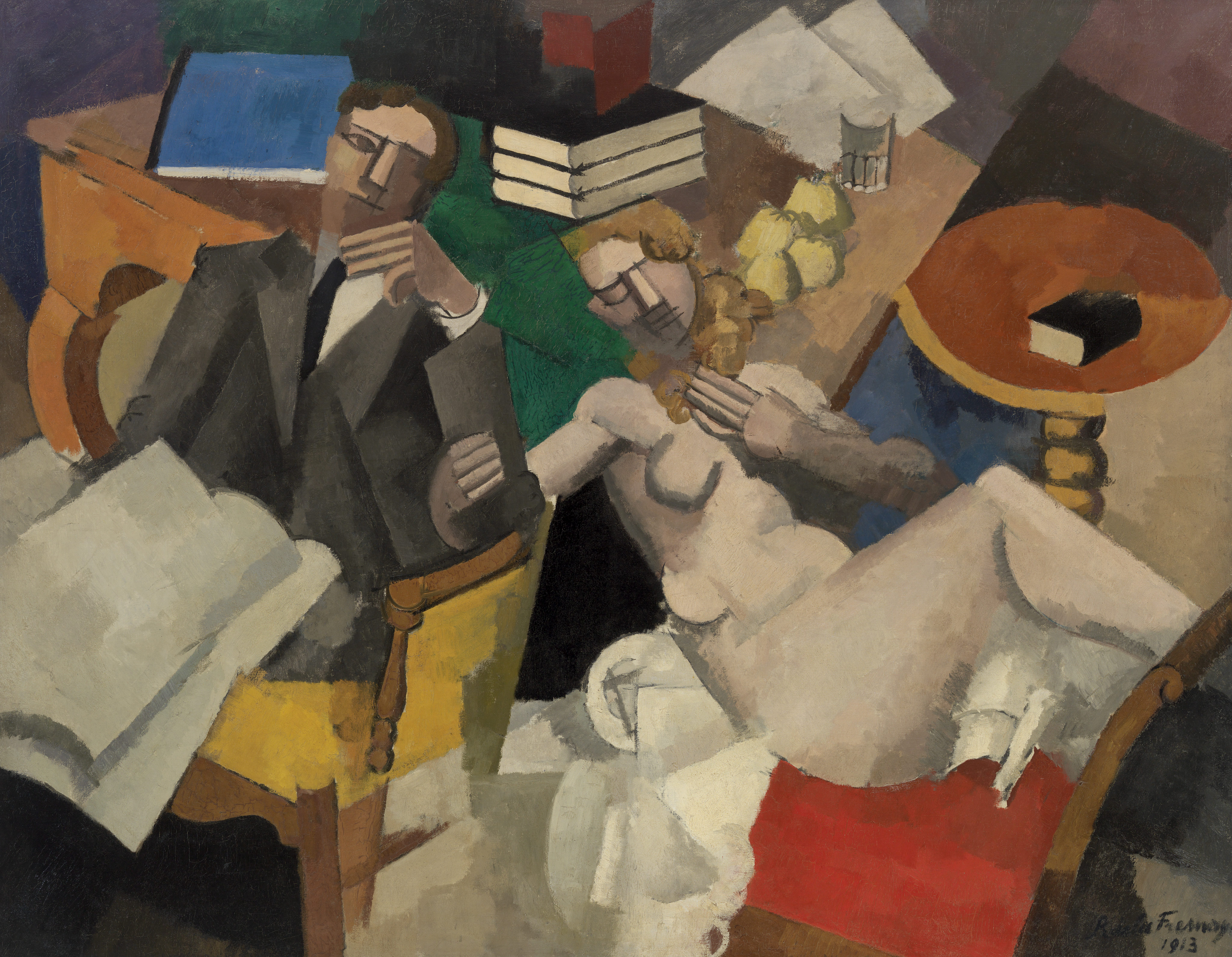
La Vie conjugale / Married Life (1913), olja på duk, 119.4 cm x 151.1 cm. Barnes Foundation.

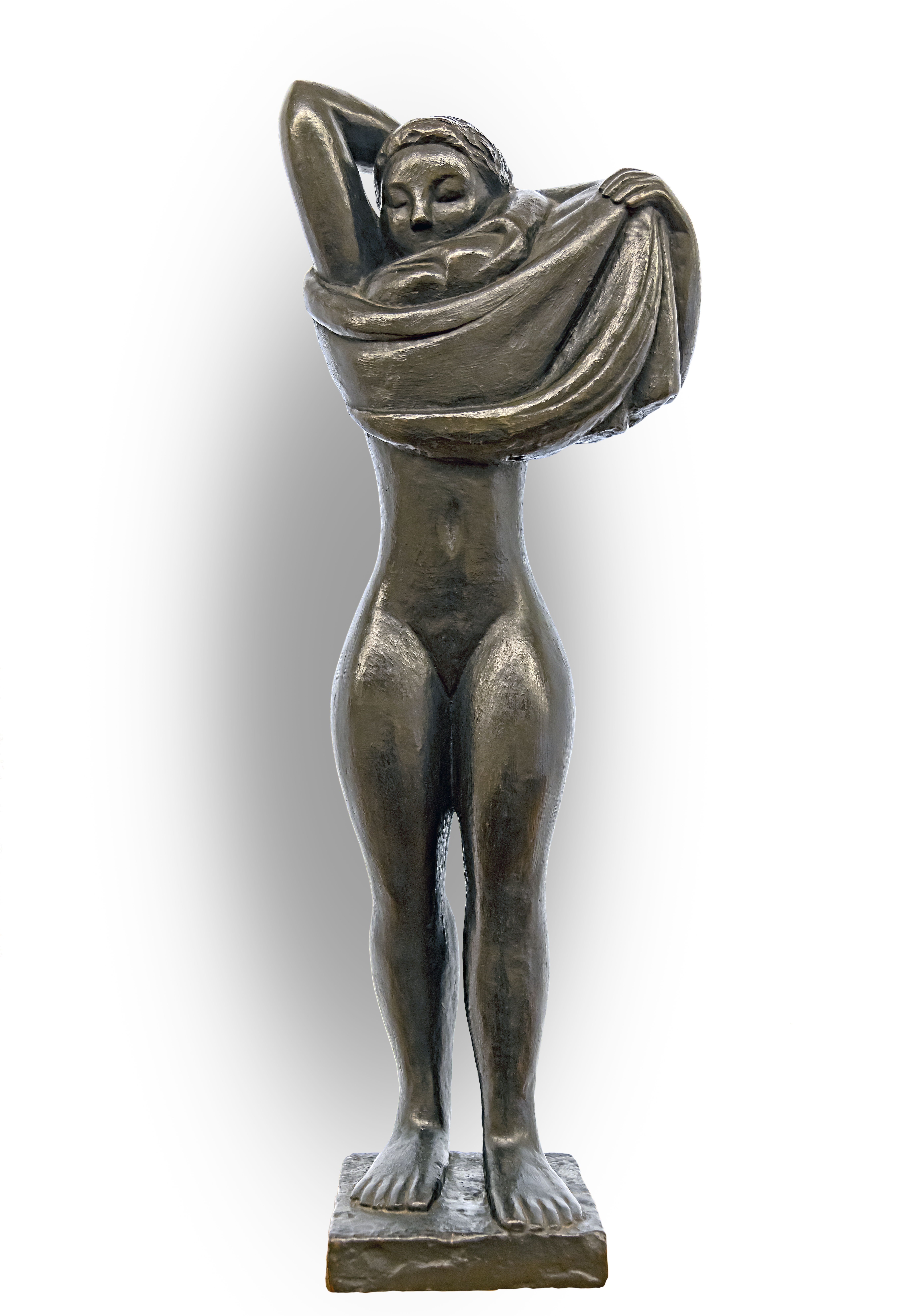
Jeune fille retirant sa chemise (1911), brons, 76.8 cm. Fondation Bemberg i Toulouse.